# Clotets de la Isidra
Els Clotets de la Isidra és un indret format per petits clots del terme municipal d'Abella de la Conca, a la comarca del Pallars Jussà.
És un clot estret i no gaire pronunciat, situat a ponent de Cal Pere de la Isidra, a llevant de la Llenasca i al sud-est de Cal Toà i de Cal Joliu, a la part nord-oriental de los Plans. Queda al sud-oest de la vila d'Abella de la Conca.

## Etimologia
Es tracta d'un topònim romànic modern, de caràcter descriptiu; és un clot en terres de Ca l'Isidre.
Lo nom real és Los Clots de l'Isidre. Pels voltants de Cal Pere de l'Isidre hi ha molts conreus de secà de Ca l'Isidre.